# Hungarian International 1979
Die Hungarian International 1979 im Badminton fanden am 3. und 4. November 1979 in Budapest statt. Es war die vierte Auflage dieser internationalen Meisterschaften von Ungarn im Badminton.

## Sieger und Platzierte
| Disziplin    | Gold                              | Silber                                 | Bronze                                |
| ------------ | --------------------------------- | -------------------------------------- | ------------------------------------- |
| Herreneinzel | Nick Yates                        | Thomas Künstler                        | Edgar Michalowski                     |
| Herreneinzel | Nick Yates                        | Thomas Künstler                        | Ladislav Šrámek                       |
| Dameneinzel  | Paula Kilvington                  | Hanke de Kort                          | Ans Silvertand                        |
| Dameneinzel  | Paula Kilvington                  | Hanke de Kort                          | Monika Cassens                        |
| Herrendoppel | Nick Yates Duncan Bridge          | Thomas Künstler Gerhard Treitinger     | Herman Leidelmeijer Gerard van Rooy   |
| Herrendoppel | Nick Yates Duncan Bridge          | Thomas Künstler Gerhard Treitinger     | Edgar Michalowski Erfried Michalowsky |
| Damendoppel  | Monika Cassens Angela Michalowski | Diane Simpson Paula Kilvington         | Claudia Dorrenbach Dorett Hökel       |
| Damendoppel  | Monika Cassens Angela Michalowski | Diane Simpson Paula Kilvington         | Ans Silvertand Hanke de Kort          |
| Mixed        | Herman Leidelmeijer Hanke de Kort | Erfried Michalowsky Angela Michalowski | Edgar Michalowski Monika Cassens      |
| Mixed        | Herman Leidelmeijer Hanke de Kort | Erfried Michalowsky Angela Michalowski | Nick Yates Paula Kilvington           |

1. ↑  Das Programmheft gibt A. de Rooy an.

## Finalresultate
| Disziplin    | Sieger                            | Finalist                               | Ergebnis          |
| ------------ | --------------------------------- | -------------------------------------- | ----------------- |
| Herreneinzel | Nick Yates                        | Thomas Künstler                        | 6-15, 15-2, 18-13 |
| Dameneinzel  | Paula Kilvington                  | Hanke de Kort                          | 11-6, 11-7        |
| Herrendoppel | Nick Yates Duncan Bridge          | Thomas Künstler Gerhard Treitinger     | 15-3, 15-7        |
| Damendoppel  | Monika Cassens Angela Michalowski | Diane Simpson Paula Kilvington         | 15-7, 18-17       |
| Mixed        | Herman Leidelmeijer Hanke de Kort | Erfried Michalowsky Angela Michalowski | 8-15, 15-7, 15-11 |